# 장진홍

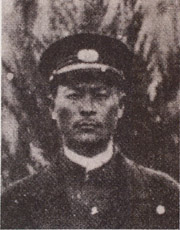
장진홍

장진홍(張鎭弘, 1895년 6월 6일 ~ 1930년 6월 30일(음력 6월 5일))은 대한민국의 독립운동가로, 1927년 조선은행 대구지점 폭파 사건을 주도했다. 아호는 창여(滄旅)이다.

## 생애
경상북도 칠곡 출생이다. 일제가 대한제국의 군대를 해산하면서 황실 경호 명목으로 남겨놓은 조선보병대에서 복무했고, 1916년 조선보병대에서 제대한 뒤 동향 선배인 이내성의 소개로 비밀 결사인 광복단에 가입하여 독립 운동에 뛰어들었다.
1918년 만주로 망명했다가 이국필과 함께 러시아 지역으로 이동하여 독립군 부대의 군사 훈련을 시도한 바 있으며, 1919년 3·1 운동 때는 가산을 팔아 전국을 다니면서 일제의 3·1 운동 탄압 과정을 조사, 기록한 뒤 미군으로 복무 중인 김상철에게 전달하여 번역본을 배포해 달라고 부탁하는 등 효과적인 독립 운동을 위해 노력하였고, 3·1 운동 이후 국내의 독립 운동이 위축되자 별다른 활동을 하지 못하고 있던 중, 광복단 동지인 이내성의 소개로 전문가에게 폭탄 제조법을 배우게 된 것이 조선은행 대구지점 폭탄 투척 사건을 일으키는 계기가 되었다. 폭탄을 직접 제조할 수 있게 된 장진홍은 경상북도 도지사와 경상북도 경찰부, 조선은행 대구지점(지금의 하나은행 대구기업금융센터지점 자리), 조선식산은행 대구지점 등의 목표물을 정해 단독 거사를 계획했다.
1927년 10월 16일 칠곡의 집에서 폭탄을 제조하여 대구까지 운반한 뒤, 이를 선물 상자로 위장한 채 심부름꾼을 시켜 조선은행 대구지점에 전달했다. 은행원이 눈치를 채고 경찰을 부르면서 바깥에 옮겨둔 폭탄 상자가 폭발하여 경찰 4명을 포함한 6명이 부상을 입었고, 장진홍은 무사히 달아났다.
그는 여기서 그치지 않고 친척인 장용희에게 안동의 주요 시설을 폭파할 수 있도록 폭탄을 제조하여 전달했으며, 친구 김사실과 함께 영천에서의 거사를 위한 폭탄도 제조했다. 이 두번의 후속 폭탄 테러 계획은 실행에 옮기지지 않아 미수에 그쳤다.
경찰의 수사망이 점점 조여오자 일본으로 피신하여 오사카의 동생 집에 은신해 있다가 최석현 등을 앞세운 일경의 끈질긴 추적 끝에 1929년 체포되었다. 이듬해 사형 선고를 받았고, 최종심에서도 사형이 확정된 뒤 대구 형무소에서 자결했다.
1962년 건국훈장 국민장이 추서되었다. 경북 구미에 동상이 세워져 있다.

## 참고자료
- 대한민국 국가보훈처, 이 달의 독립 운동가 상세자료 - 장진홍, 1995년